# Thure Östberg
Thure Lennart Östberg, född 3 april 1925 i Skredsviks församling i Göteborgs och Bohus län, död 4 september 2022 i Tanums distrikt i Västra Götalands län, var en svensk militär.

## Biografi
Östberg avlade officersexamen vid Krigsskolan 1951 och utnämndes samma år till fänrik i armén. Han befordrades 1962 till kapten och tjänstgjorde 1962–1968 vid Bergslagens artilleriregemente. Han var lärare vid Krigsskolan 1968–1970, befordrad till major 1969. Åren 1970–1973 tjänstgjorde han vid Arméstaben, befordrad till överstelöjtnant 1972. Därefter var han placerad vid Norrlands artilleriregemente 1973–1975 och var utbildningschef vid Artilleriets stridsskola 1975–1977. Han befordrades till överste 1977 och var utbildningschef vid Bodens artilleriregemente 1977–1979. Åren 1979–1982 var han chef för Norrlands artilleriregemente. År 1982 befordrades han till överste av första graden, varefter han var miloinspektör och chef för Utbildnings- och personalsektionen vid staben i Nedre Norrlands militärområde 1982–1985.

## Utmärkelser
- Riddare av Svärdsorden, 6 juni 1969.[5]